# Warcz (osada)
Warcz (niem. Wartsch) – osada w Polsce położona w województwie pomorskim, w powiecie gdańskim, w gminie Trąbki Wielkie.
W latach 1975–1998 miejscowość administracyjnie należała do województwa gdańskiego.